# شير مرد (تكاب)
شير مرد هي قرية في مقاطعة تكاب، إيران. يقدر عدد سكانها بـ 470 نسمة بحسب إحصاء 2016.